# Mitar Mirić
Mitar Mirić (ćirilica: Митар Мирић; Bogutovo Selo, 16. siječnja 1957.) je popularni bosansko-srpski pop-folk pjevač koji živi i radi u Srbiji. Rođen je u Bogutovom Selu kod Ugljevika, Bosna i Hercegovina. Neke od njegovih najpopularnijih pjesama su: „Ne može nam niko ništa“, „Doviđenja društvo staro“, „Nešto me u nemir tera“, „Ne diraj čoveka za stolom“, te mnoge druge.

## Glazbena karijera
Sedamdesetih godina otkrili su ga čelni ljudi izdavačke kuće Diskos (Aleksandrovac). Mitar je od 1979. do 1997. surađivao s Novicom Uroševićem, koji mu je radio gotovo sve pjesme, izdate na tim albumima. Također, od 1979. do 1984. surađivao je i s Branimirom Đokićem, koji mu je radio glazbu za neke pjesme, izdate na tim albumima. Neke od njegovih najpopularnijih pesama su: Ne može nam niko ništa, Doviđenja društvo staro, Špijuni su među nama, Voli me danas više nego juče, Ne diraj čoveka za stolom, Palim zadnju cigaretu, Ciganče i dr. Album Ličiš na sve moje bivše je izašao preko Vujin rekords krajem lipnja 2009. i sadrži osam novih pjesama. 2011 je izdao album pod nazivom "Nemoj da mi brojiš bore" za BN Music koji je imao dva velika hita "Doberman" i "Nemoj da mi brojiš bore". 2016 izdaje album "Pametnica" koji izlazi za Grand Produkciju i sadrži 10 pjesama.

## Diskografija
- Od mene je ljubav jača (1975.)
- Kad se spusti tiho veče (1976.)
- Dođoh srećan da me vidi majka (1977.)
- Nizamski rastanak (1978.)
- Okreni se,ne okrenula se (1978.)
- Poslednja stranica (1979.)
- Dobra stara Baščaršijo (1980.)
- Ne ostavljaj suze na mom pragu (1980.)
- Hoću mesto u tvom srcu(1981.)
- Dobro jutro rekoh zori (1982.)
- U svanuće ne idem od kuće (1983.)
- Sve su iste osim tebe (1984.)
- Živela ljubav (1985.)
- Ne diraj čoveka za stolom (1986.)
- Ako umrem da mi žao nije (1987.)
- Dajte mi da živim (1988.)
- Ne može nam niko ništa (1989.)
- Najjači smo, najjači (1990.)
- Nepopravljiv  (1992.)
- Bog je poslao ženu (1993.)
- Dotakni me (1995.)
- Čudotvorac (1996.)
- Nisam ja osvetnik (1997.)
- Pustolov (1998.)
- Samo kaži (2001.)
- Zagonetka (2002.)
- Pomirenje (2003.)
- Neka puca (2006.)
- Ličiš na sve moje bivše (2009.)
- Nemoj da mi brojiš bore  (2011.)
- Pametnica (2016.)

Singlovi:
- Volim narodno (2004.feat Siniša Vuco)
- Grešnik (2010.)
- Devica (2011. feat In Vivo)
- Diskoteke klubovi (2012.)
- Živeli (2013. feat MC Stojan & Marko Vanilla)
- Noći moje noći lude (2013.)
- Zapali me (2013.)
- Braća po duši (2014.)
- Neodoljiva (2014.)
- Zvali ste na jedno piće (2017.)
- Sedi mi u krilo (2018.)
- Okrenuću drugu stranu (2019.)
- Sve si bolja (2019.)

## Festivali
- 1979. Ilidža - Poslednja stranica
- 1980. Ilidža - Dobra stara Baš-čaršijo
- 1980. Ilidža - Umreću bez tebe, nevero moja
- 1984. MESAM - Živela ljubav

## Vanjske poveznice
- Bez laktanja i politike (intervju s Mitrom Mirićem)  Arhivirana inačica izvorne stranice od 11. prosinca 2006. (Wayback Machine) (srpski)